# Punk

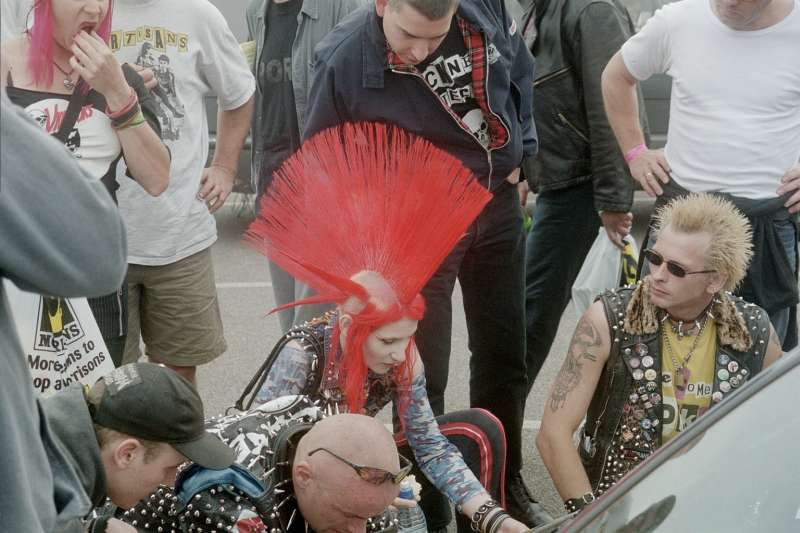
Pankáči

Punk [pank] je hudební a životní styl. V angličtině slovo punk znamená „výtržník“. Punk jako hnutí vznikl primárně v New Yorku, v klubu CBGB (country-bluegrass-blues). Více ve filmu CBGB – Kolébka punku. V Evropě se nejvíce rozšířil díky Sex Pistols, jenž se zasloužili o proslavení punku ve Velké Británii, kde tento styl navázal na hnutí skinheads, jenž původně zastávali zdaleka jiné hodnoty, než jak je známe v Česku. Punk nemá žádný jednotný ideový směr, nejrozšířenější postoje jsou odpor vůči nacismu, bolševismu, diskriminaci, rasismu, předsudkům, politice, válčení, globalizaci, konvencím či komerci. Mnoho punkerů má blízko k anarchismu. Také se lze často setkat s tvrzením, že základem punku je provokace. Hnutí je obecně velmi tolerantní k měkkým drogám, hlavně marihuaně. Subkultura punku byla ovlivněna i subkulturou Oi! (ztotožňování se s dělnickou třídou, glády) – např. skotští The Exploited – a subkulturou glam (okouzlující, šokující a provokativní zjev jako jeden z prostředků, kterým punk bojuje proti normám, konvencím a předsudkům).

## Hudba

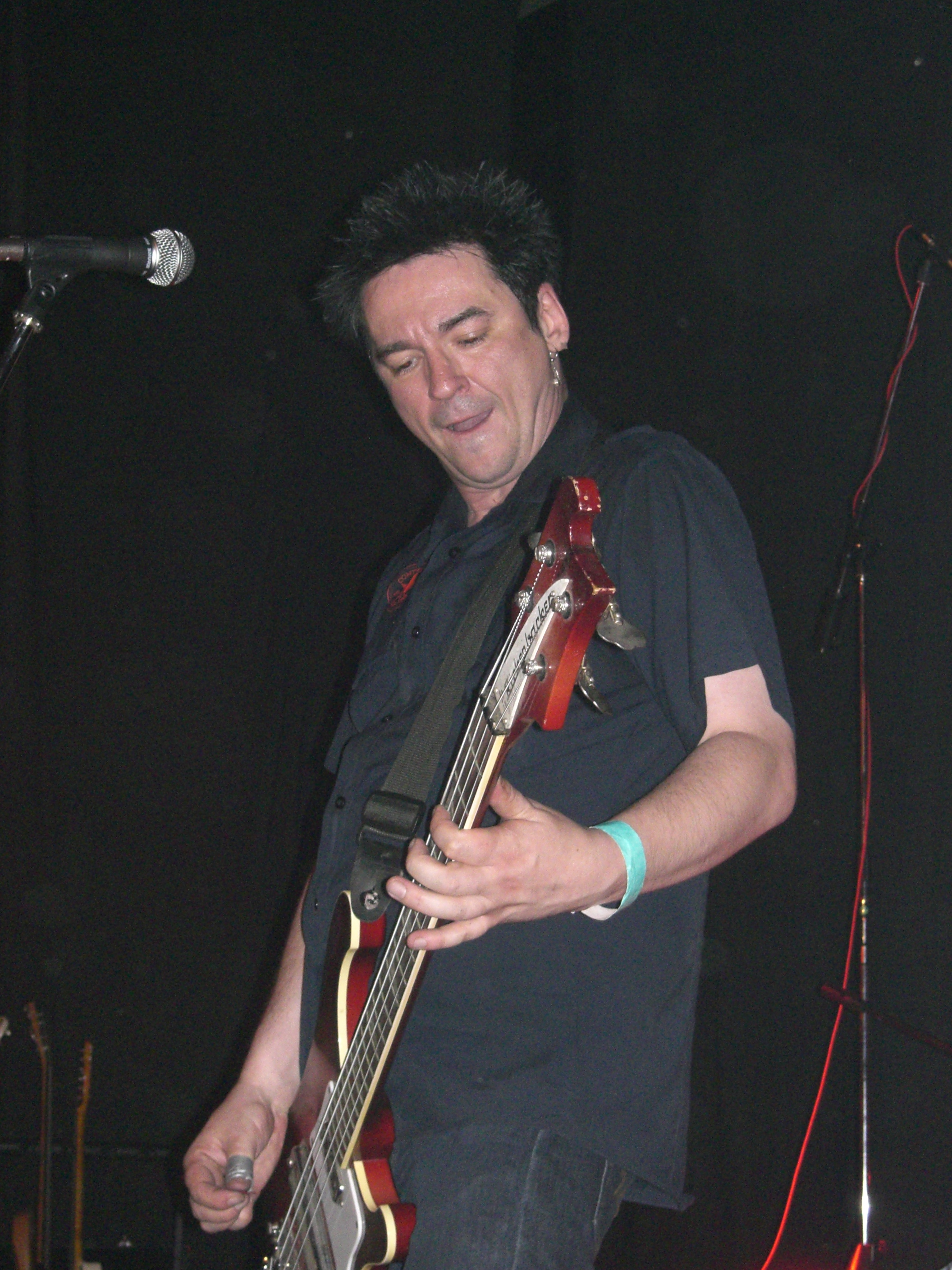
Petr Hošek ze skupiny Plexis

Hudebně se punk rock vrátil k počátkům rocku a rock 'n' rollu, tzn. k využívání jednoduché melodie zpravidla o několika akordech a k ostrému, často satirickému textu. K průkopníkům žánru punk se řadí američtí New York Dolls (1973) a Ramones (1974), obě uskupení vznikla v New Yorku. Největší rozmach punk zaznamenal po roce 1976 v Británii, kde v té době začali hrát např. Sex Pistols, The Clash nebo Adicts. O styl blízký punk rocku se již asi o deset let dříve pokoušeli např. Stooges, Velvet Underground či Patti Smith.
V Československu se punk rock začíná objevovat až o tři roky později. První skupinou, hrající covery zahraničních punkových skupin, byl v roce 1978 Zikkurat, následovaný v roce 1979 Extempore (s českými texty) a hned vzápětí Energií G. Stejně jako Extempore, nebyl čistě punkovou kapelou, ale kombinoval ho s dalšími styly, dokonce i s jazz-rockem. Následovalo mnoho dalších skupin, např.: S.P.S., Plexis, Visací zámek, F.P.B., Šanov 1, HNF, Zeměžluč, E!E, Tři sestry, Do řady! N.V.Ú. nebo slovenská Zóna A. Tyto skupiny to ovšem neměly vůbec jednoduché, protože punk za komunistického režimu patřil k zakázaným stylům.
Větší rozmach punk rock zaznamenal až po roce 1989, vznikly např. Malomocnost prázdnoty, Totální nasazení, později Houba, The Fialky, Nežfaleš, Punk Floid, Kohout plaší smrt apod.
Na punkových koncertech se často tancuje chaotický tanec zvaný pogo. Tento tanec pronikl v průběhu let i do jiných hudebních stylů a je obvyklý na koncertech jiných rockových žánrů, grimeových shows nebo u tvrdé elektronické hudby.

## Móda

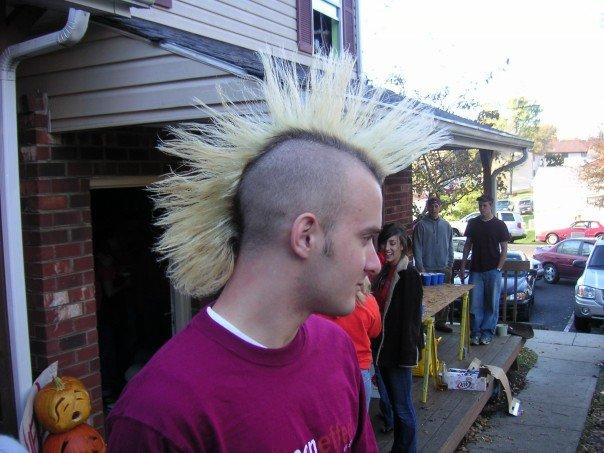
Takto může vypadat účes „číro“

Hlavním cílem punkerů bylo od počátku především šokovat ostatní. V počátcích u mnoha punkových skupin proto najdeme extravagantní oblečení, což mělo provokovat ostatní. Později při vzniku neonacistické scény se punk dostal do pozice odpůrců nacismu.
Častými prvky oblečení jsou roztrhané jeansy, roztrhané silonky, nášivky, piercing, placky, spínací špendlíky, stahováky, těžké boty, bunda křivák, nebo účes číro.
Počátky tohoto hnutí však neměly s agresivními účesy typu číro nic společného. První punkové kapely jako Ramones, Sex Pistols nebo Buzzcocks nosily naprosto normální účesy. John Lydon, známý též jako Johny Rotten, zpěvák kapely Sex Pistols sám kritizoval pankáče, kteří měli vlasy jako bodce, chodili celí v černém a kdejaká braková kapela se začala nazývat punkem.[zdroj?] Původně to o tom ale vůbec nebylo. Celé punkové hnutí se zakládalo na tom, že člověk je sám sebou. Více o tomto komentáři můžete vidět ve filmu o Sex Pistols The Filth and the Fury.
Číro se začalo objevovat až s příchodem kapely The Exploited.

## Hesla
- No future! (žádná budoucnost)
- Punk's not dead! (punk není mrtev)
- Fuck the system! (srát na systém)
- Fuck the police! (srát na policii)